# BATTLEフィールド
『BATTLEフィールド』（バトルフィールド）は、島本和彦による第二次世界大戦を扱った読切の戦記漫画のシリーズである。話数表記は「Code○」。
『BATTLEフィールド』のシリーズタイトルが冠されたのは「エルベの笛」からであり、「汝の敵」「愛しのテディーベア」は読切作品として『ビッグコミックオリジナル増刊』（小学館）に掲載された。「エルベの笛」以降は『ビッグコミックオリジナル』にて隔月連載された。コミカルな要素も挿入されているが基調はシリアスで、島本の作風の「熱血」や「ギャグ」といった要素は本シリーズではほとんど見られない。
主に西部戦線の連合国側の視点から描かれている。

## シリーズ作品
汝の敵
初出：ビッグコミックオリジナル増刊 1988年7月15日号

愛しのテディーベア
初出：ビッグコミックオリジナル増刊 1988年10月15日号

エルベの笛
初出：ビッグコミックオリジナル 1989年2月20日号

楽園のあちら側
不死身のジャン
紅はこべ団の冒険
ローラン
穴の中
コネティカット州のアメリカの奇跡
初出：ビッグコミックオリジナル 1990年4月5日号

## 書籍情報
小学館ビッグコミックスより1990年4月28日に単行本が発売されている。巻数1が記載されているが、2巻以降は刊行されていない。2013年現在では、書籍は絶版となっているが、電子書籍版としての入手が可能である。
1. ISBN 4091822517

## 関連作品
- 戦場ロマン・シリーズ - 島本がアシスタントを務めたことのある新谷かおるの戦記漫画短編群
- 戦場まんがシリーズ - 新谷かおるがアシスタントを務めていた松本零士の戦記漫画短編群